# Steffen Kammler
Steffen Kammler (* 6. Mai 1965  in Calbe (Saale)) ist ein  Dirigent. Er ist seit 2008 norwegischer Staatsangehöriger.

## Leben
Kammler war von 1975 bis 1983 unter Martin Flämig Mitglied im Dresdner Kreuzchor. Von 1990 bis 1997 war er Dirigent des nach Josquin Desprez benannten Kammerchores Josquin des Préz in Leipzig.
Nach seinem Studium im Chor- und Orchesterdirigieren an den Musikhochschulen in Weimar und Leipzig war er zunächst an den Opernhäusern in Halle und in Hamburg engagiert. Im Jahr 2001 ging er als Chordirektor der Norwegischen Nationaloper nach Norwegen, eine Position, die er bis 2009 innehatte. Seitdem arbeitet er als freischaffender Dirigent und als Dirigierlehrer, unter anderem seit 2008 als Dirigent des norwegischen Oratorienchores Cæciliaforeningen und als Gastprofessor an der Universität Shaoxing in China.